# Pyrestes festus
Pyrestes festus là một loài bọ cánh cứng trong họ Cerambycidae.